# Nazzareno De Angelis
Nazzareno De Angelis (Roma, 17 novembre 1881 – Roma, 16 dicembre 1962) è stato un basso italiano.

## Biografia
Cantò già da bambino nel coro della Cappella Sistina a Roma e debuttò poi il 4 maggio 1903 al Teatro comunale dell'Aquila nella parte del podestà in Linda di Chamounix di Donizetti.
Cantò in tutti i principali teatri italiani fino al 1938 e alla Chicago Grand Opera Company negli anni 1910-1911 e 1915-1920.

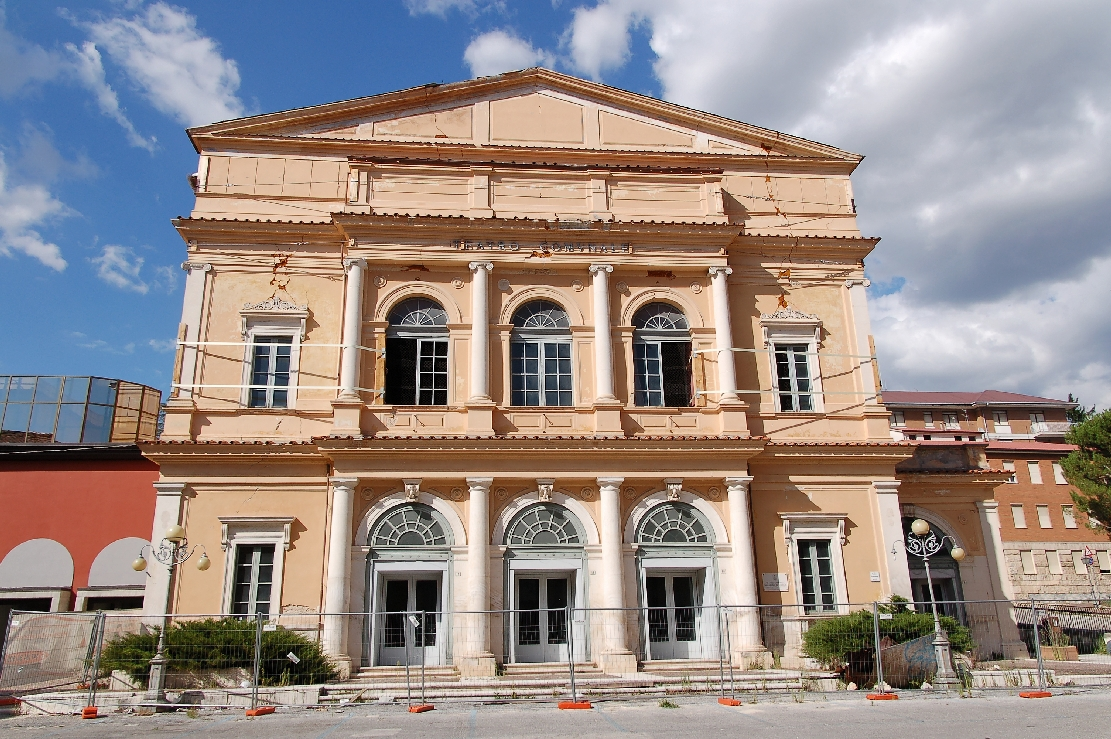
Teatro comunale a L'Aquila, intitolato a De Angelis

Considerato uno dei più grandi bassi del suo tempo, fu particolarmente noto per le interpretazioni di Mefistofele, Mosè e Oroveso, nonché per le interpretazioni wagneriane. Il ruolo in cui si identificò maggiormente fu Mefistofele, che interpretò per ben 987 volte e incise su dischi a 78 giri. In quest'opera De Angelis si esaltava, trasmettendo agli spettatori il suo carisma e una forte carica drammatica. Dall'incisione dell'opera appare una voce inconfondibile e di bel timbro, nonché un interprete di concezione moderna non legata agli stereotipi del tempo e musicalmente inappuntabile
Nel 1948, insieme a Carlo Perrone che ne scrisse il testo, incise la canzone in dialetto aquilano J'Abbruzzu. La sua casa a Poggio Cancelli, nel comune di Campotosto (in provincia dell'Aquila) viene ancora oggi denominata "La casa del cantante".
Nel 2007 la città dell'Aquila gli ha intitolato il Teatro comunale.

## Carriera
Nel 1907 è re Marke in Tristano e Isotta con Amelia Pinto, Giuseppe Borgatti e Giuseppe Pacini e re Renato di Provenza in Iolanta diretto da Luigi Mancinelli al Teatro Comunale di Bologna e debuttò nella Gioconda di Ponchielli nel ruolo di Alvise al Teatro alla Scala, dove nel 1908 è il Sommo sacerdote nella Vestale di Spontini con Ester Mazzoleni, Emilio De Marchi e Riccardo Stracciari cantata anche nel 1909 al Palais Garnier di Parigi e fu anche tra gli esecutori della prima assoluta di Gloria di Cilea. Sempre alla Scala nel 1909 è Creonte in Medea (Cherubini) con la Mazzoleni.
Nel 1911 è Don Basilio nel Barbiere di Siviglia con Graziella Pareto, Titta Ruffo e Giuseppe Kaschmann, Ramfis in Aida con Stracciari, il protagonista in Mefistofele e Baldassarre ne La favorita con Alessandro Bonci e Stracciari diretto da Mancinelli al Teatro Costanzi di Roma, Mefistofele diretto da Vittorio Gui con Giuseppe Nessi al Teatro Regio di Torino ed al Teatro di Buenos Aires, ebbe grande successo come Raimondo in Lucia di Lammermoor, insieme a Maria Barrientos, Titta Ruffo, Florencio Constantino, e poi in molte opere ancora in tutto il Sudamerica (Montevideo, San Paolo, Rio de Janeiro).
Sempre nel 1911 a Buenos Aires fu Don Basilio ne Il barbiere di Siviglia, con Ruffo (Figaro), Maria Barrientos e Alessandro Bonci; Filippo II nel Don Carlo di Verdi con Florencio Constantino e Titta Ruffo, e poi ancora interprete ne La fanciulla del West, Tristan und Isolde e altre.
Nel 1912 torna a Roma come Wotan nella Valchiria e di nuovo nel 1913 come Filippo II in Don Carlo con Mattia Battistini.
Ancora nel 1913 è Oroveso in Norma (opera) diretto da Tullio Serafin con Edoardo Ferrari Fontana alla Scala dove è Archibaldo nel successo della prima assoluta di L'amore dei tre re diretto da Serafin con Carlo Galeffi e Ferrari Fontana.
Sempre nello stesso anno è Zaccaria in Nabucco diretto da Cleofonte Campanini al Teatro Regio di Parma cantato anche alla Scala con Galeffi dove nel 1914 è Gurnemanz in Parsifal diretto da Serafin con Galeffi.
Ancora nel 1914 è Mefistofele al Teatro La Fenice di Venezia, nel 1915 a Roma Mefistofele in Faust con Giuseppe Danise ed il protagonista in Moïse et Pharaon diretto da Pietro Mascagni a Bologna e nel 1916 Zaccaria in Nabucco con Fanny Anitúa e Galeffi a Roma.
Nel 1918 è di nuovo nel Moïse et Pharaon, stavolta diretto da Ettore Panizza con Benvenuto Franci a Roma cantato anche alla Scala diretto da Serafin con Francesco Merli dove è anche Mefistofele di Boito diretto da Arturo Toscanini con Beniamino Gigli.
Nel 1919 è Archibaldo ne L'amore dei tre re diretto da Gino Marinuzzi con Gilda Dalla Rizza a Roma dove nel 1920 è il Padre Guardiano ne La forza del destino con Battistini e Ciniro nella prima assoluta di Mirra (Alaleona).
Ancora nel 1920 è il protagonista in Moïse et Pharaon diretto da Panizza al Teatro Donizetti di Bergamo e Mefistofele di Boito con Aureliano Pertile in Arena di Verona. 
Nel 1924 è Wotan ne L'oro del Reno con Nessi a Bologna e nel 1925 Gurnemanz in Parsifal a Roma ed il protagonista in Moïse et Pharaon in Arena di Verona.
Nel 1926 è Wotan ne L'oro del Reno con Cesira Ferrani e Nessi, ne La Valchiria e Hagen ne Il crepuscolo degli dei con Bruna Castagna e la Ferrani diretto da Panizza alla Scala.
Nel 1927 è Mefistofele di Boito a Bergamo e con Maria Zamboni e Francesco Dominici Bologna, nel 1928 Oroveso in Norma diretto da Marinuzzi con Claudia Muzio a Roma cantato anche nel 1931 al Teatro della Pergola di Firenze diretto da Gui con Iva Pacetti ed a Bergamo con Ebe Stignani e Bianca Scacciati.
Sempre nel 1931 è Gurnemanz in Parsifal diretto da Antonio Guarnieri con Giovanni Inghilleri a Bologna e nel 1932 Mefistofele diretto da Antonino Votto con Pia Tassinari a Parma.
Nel 1933 è Heinrich der Vogler in Lohengrin con Maria Caniglia, la Stignani, Pertile e Gaetano Viviani alla Scala e nel 1938 Wotan ne L'oro del Reno con Alessio De Paolis e Giulio Neri e Hagen ne Il crepuscolo degli dei diretto da Serafin a Roma e Mefistofele alle Terme di Caracalla diretto da Oliviero De Fabritiis con la Tassinari.

## Repertorio
| Ruolo                | Titolo                  | Autore     |
| -------------------- | ----------------------- | ---------- |
| Ciniro               | Mirra                   | Alaleona   |
| Oroveso              | Norma                   | Bellini    |
| Mefistofele          | Mefistofele             | Boito      |
| Renato di Provenza   | Iolanta                 | Čajkovskij |
| Creonte              | Medea                   | Cherubini  |
| Aquilante de' Bardi  | Gloria                  | Cilea      |
| Baldassarre          | La favorita             | Donizetti  |
| Raimondo Bidebent    | Lucia di Lammermoor     | Donizetti  |
| Il Podestà           | Linda di Chamounix      | Donizetti  |
| Mefistofele          | Faust                   | Gounod     |
| Archibaldo           | L'amore dei tre re      | Montemezzi |
| Alvise Badoero       | La Gioconda             | Ponchielli |
| Ashby                | La fanciulla del West   | Puccini    |
| Don Basilio          | Il barbiere di Siviglia | Rossini    |
| Mosè                 | Mosè e Faraone          | Rossini    |
| Sommo Sacerdote      | La Vestale              | Spontini   |
| Zaccaria             | Nabucco                 | Verdi      |
| Padre Guardiano      | La forza del destino    | Verdi      |
| Filippo II           | Don Carlo               | Verdi      |
| Ramfis               | Aida                    | Verdi      |
| Enrico l'Uccellatore | Lohengrin               | Wagner     |
| Wotan                | L'oro del Reno          | Wagner     |
| Wotan                | La Valchiria            | Wagner     |
| Re Marke             | Tristano e Isotta       | Wagner     |
| Wotan                | Sigfrido                | Wagner     |
| Hagen                | Il crepuscolo degli dei | Wagner     |
| Gurnemanz            | Parsifal                | Wagner     |

## Incisioni

### Odeon Fonotipie
- 2625 - Meyerbeer - Les Huguenots Duetto: Nell'orror di cupa notte (con il soprano Teresa Chelotti) - Parte 1;
- 2626 - Meyerbeer - Les Huguenots Duetto: Ah! l'infido (con il soprano Teresa Chelotti) Parte 2;
- 2545 - Verdi - La Forza del Destino Non imprecare umiliati (con il soprano Maria De Macchi, il tenore Carlo Cartica) - 1907;
- 3053 - Verdi - Ernani Infelice! E tuo credevi;
- 3824 - Thomas - Mignon Duetto: Leggiadre rondinelle (con il soprano Elisa Petri);
- 3803 - Verdi - la Forza del Destino Il santo nome - 1909;
- 3773 - Meyerbeer - Les Huguenots Dai risorgenti guai;
- 3757 - Gounod - Faust Tu che fai l'addormentata;
- 3756-1 e 3756-2 - Verdi - Don Carlos Dormirò sol nel manto tuo regal;
- 3047-1 - Boito - Mefistofele Ave, Signor!;
- 2435 - Boito - Mefistofele Ecco il mondo (distrutta!) 1907 Milano;
- 3818 e 3819 - Verdi - Aida ? (con Elisa Petri) (distrutte!);
- 2615 - Boito - Mefistofele Ecco il mondo - (solo in matrice);
- 3816 - Verdi - Nabucco Tu sul labbro dei veggenti - (solo in matrice);
- 2511 - Auber - Fra Diavolo Duetto: Che mai vidi? O terror!...Io son, Signore, un infelice (con il baritono Ferruccio Corradetti);
- 2471 - Auber - Fra Diavolo Duetto: Miei cari figli, il vostro ben comincia...Grazie al cielo, per una serva (con il baritono F. Corradetti);
- 2433 - Puccini - La Boheme Vecchia zimarra;
- 2436 - Verdi - Il Trovatore Abbietta zingara;
- 2434 - Boito - Mefistofele Ave Signor! (diverso dal 3047-1);
- 2616 - Verdi - Ernani Infelice! e tuo credevi;
- 2628 - Louis A. Niedermeyer Pater Noster - Offertoire;
- 2627 - Schubert - Ave Verum;
- 3025 - Auber - Fra Diavolo Io son, signori, un infelice (con il bar. Corradetti) - ristampa;
- 3028 - Auber - Fra Diavolo Olà del vino... Grazie al ciel, per una serva (con il bar. Corradetti) - ristampa;
- 3051 - Meyerbeer - Roberto il Diavolo Suore che riposate;
- 3752 - Verdi - Simon Boccanegra A te l'estremo addio P. 1;
- 3753 - Verdi - Simon Boccanegra il lacerato spirito P. 2 (con il Coro);
- 3754 - Boito - Mefistofele Ecco il mondo;
- 3751 - Puccini - La Boheme Vecchia zimarra, senti;
- 3755 - Verdi - Il Trovatore Di due figli vivea padre beato;
- 3750 - Verdi - Ernani Infelice! e tuo credevi - ristampa;
- 3815-2 - Gounod - Faust Rammenta i lieti dì;
- 3822 - Thomas - Mignon Duetto: Sofferto hai tu (con il soprano Elisa Petri)
- 2488 - Rossini - Il Barbiere di Siviglia  La calunnia è un venticello;
- 2449 - Verdi - I Lombardi alla Prima Crociata È ancor silenzio!;
- 3760-2 - Verdi - Aida Nume, custode e vindice (con il tenore Edoardo Garbin);
- 3762 - Gounod - Faust Trio: Che fate qui, signori? (con il tenore Edoardo Garbin e il baritono Riccardo Stracciari);
- 3763-2 - Meyerbeer - Fra Diavolo Gloria al Dio P. 1;
- 3765-2 - Meyerbeer - Fra Diavolo Dio lo vuol! P.2;
- 3801 - Ponchielli - La Gioconda Quartetto: Già ti vedo immota e smorta (con il soprano Ester Mazzoleni, il tenore Giuseppe Armanini, il baritono Riccardo Stracciari - La Scala di Milano);

Nota Alcune di queste fonotipie sono andate irrimediabilemente perdute o sono parte di collezioni private di qualche ignaro collezionista. Quelle menzionate sono tutte le fonotipie conosciute di Nazareno De Angelis prodotte dalla Odeon. Alcune di queste figurano nelle principali raccolte realizzate in omaggio all'arte del grande basso, fin dagli anni cinquanta. Le fonotipie che figurano come "distrutte" sono state eliminate dalla casa produttrice per difetti di incisione o di realizzazione, a tal proposito si consiglia di leggere la voce Cilindro fonografico e Fonografo
Fonte: Catalogue general Odeon 1952 - ristampa fotostatica

### Dischi 78 giri Columbia
Dischi doppi:
- GQX 10521 - I Lombardi Terzetto: Qui posa il fianco 1ª parte - I Lombardi Terzetto: Qual voluttà trascorrere 2ª parte (con il tenore Francesco Merli, il soprano Bianca Scacciati e il violinista solista Enrico Minetti);
- D 14586 a D 14588 - Cofanetto di 3 dischi - Faust (Gounod) Preludio (con il tenore Antonio Melandri);
- GQX 10196 - Nabucco Sperate o figli - Nabucco Tu sul labbro;
- GQX 10208 - Walkiria Addio di Wotan 1ª parte - Walkiria Addio di Wotan parte 2^;
- GQX 10207 - Mosè (Rossini) Dal Tuo stellato soglio 1ª parte - Mosè Dal Tuo stellato soglio 2ª parte (con E. Cheni, Ida Mannarini, Emilio Venturini e Coro);
- GQX 10214 - Mefistofele Popolo, scettri e clamidi - Otello Innaffia l'ugola (baritono Riccardo Stracciari);
- D 14589 - Faust Scena della Chiesa 1ª parte - Faust Scena della Chiesa 2ª parte (con il soprano Gina Cigna e Coro);
- D 14470 - Mefistofele Prologo Parte 1^ - Mefistofele Prologo Parte 2^ (Orchestra e Coro del Teatro alla Scala di Milano);
- D 14471 - Mefistofele Prologo - Ave Signor Parte 3^ - Mefistofele Prologo - T'è noto Faust Parte 4^ (Orchestra e Coro del Teatro alla Scala di Milano);
- D 14472 - Mefistofele Prologo - Salve Regina Parte 5^ - Mefistofele Prologo - Finale Parte 6^ (Orchestra e Coro del Teatro alla Scala di Milano);
- D 18040 (o GQX 10178) - Don Carlo Ella giammai m'amò Parte 1^ - Don Carlo Ella giammai m'amò Parte 2^;
- D 18058 (o GQX 10195) - Roberto Il Diavolo (Meyerbeer) Suore che riposate - L'Ebrea (Halevy) Voi che del Dio vivente;
- D 18042 (o GQX 10180) - Il Barbiere di Siviglia La Calunnia - Der Freischütz (Weber) Viva Bacco (Commercializzato anche in Gran Bretagna con il numero L 2073);
- D 18041 (o GQX 10179) - Mefistofele Ave Signor - Mefistofele Aria del Fischio;
- D 18046 (o GQX 10183) - Mefistofele Ecco il mondo - Faust Serenata.

### Altre Incisioni
- Boito - Mefistofele - De Angelis, Favero, Melandri, Arangi-Lombardi - Dir. Molajoli - Orchestra e Coro del Teatro alla Scala di Milano - Studio, 1929 - Columbia 78 giri, Naxos Historical* (2 CD), Documents (2 CD) e Bramante 1995. (* Il cofanetto Naxos comprende anche alcune registrazioni riversate da 78 giri di arie da opere cantate da De Angelis)